# انتخابات آینده ریاست‌جمهوری فلسطین
انتخابات ریاست‌جمهوری بعدی در فلسطین بارها به تعویق افتاده یا لغو شده است. طبق فرمان رئیس‌جمهور فلسطین، محمود عباس، در ۱۵ ژانویه ۲۰۲۱، آخرین بار قرار بود در ۳۱ ژوئیه ۲۰۲۱ برگزار شود. با این حال، متعاقباً برای مدت نامعلومی به تعویق افتاد.
این انتخابات قرار بود پس از انتخابات مجلس که در ۲۲ مه ۲۰۲۱ برگزار می‌شد، برگزار شود اما آن نیز به تعویق افتاد. حماس، فتح و سایر گروه‌ها در ۹ فوریه بر سر روند انتخابات که شامل دادگاه انتخاباتی و تعهد به رای‌گیری آزاد بود، توافق کردند.